# Dani (grupo étnico)

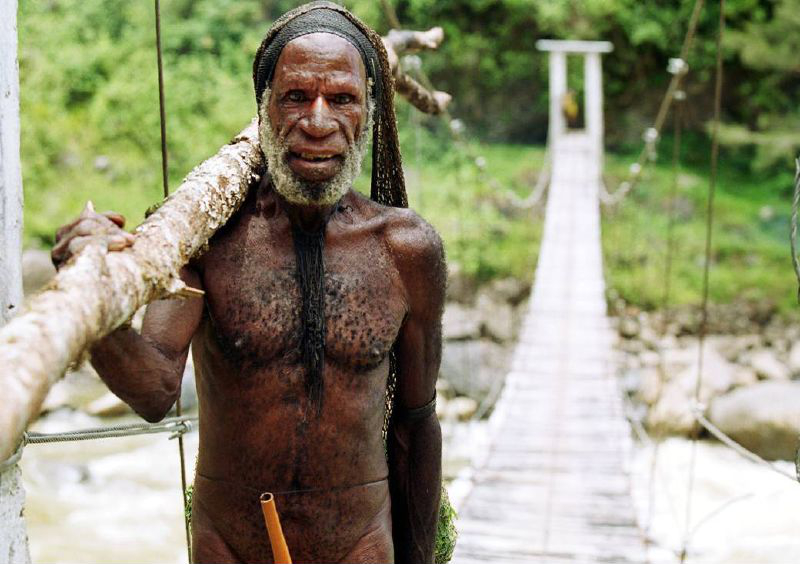
Hombre de la tribu dani en el valle de Baliem.

La etnia dani, también conocida como ndani y, a veces, confundida con la etnia lani del oeste, es una tribu del oeste de Nueva Guinea en la provincia de Papúa (antes conocida como Irian Jaya).
Con respecto a las tribus encontradas en las tierras altas, se puede considerar una poco conocida existiendo unos 30 clanes repartidos entre montañas y valles.
Al ser distintos del resto de indonesios por su característico pelo rizado y piel negra, los expertos aún no han podido averiguar los orígenes de la tribu.

## Idioma
Los lingüistas identifican al menos cuatro subgrupos de idiomas entre los dani:
- Dani del Lower-Grand Valley (hablado aproximadamente por 20.000 miembros)
- Dani del Mid-Grand Valley (hablado aproximadamente por 50.000 miembros)
- Dani del Upper-Grand Valley (hablado aproximadamente por 20.000 miembros)
- Dani del Oeste o Lani (hablado aproximadamente por 180.000 miembros)

El idioma dani solo diferencia dos colores básicos, mili para tonos oscuros y fríos (azul, verde, negro) y mola para tonos cálidos y claros (rojo, amarillo, blanco). Este rasgo hace muy interesante el idioma para los psicólogos del lenguaje.

## Cultura
El cerdo ocupa un lugar privilegiado entre sus ritos y cultura, convirtiéndose en la más importante herramienta para el trueque, especialmente para la dote. De la misma manera es el principal elemento en las fiestas.
Tal es la importancia del cerdo que convive en las mismas cabañas que las mujeres y niños.

## Costumbres
Entre sus costumbres se encuentran las prácticas de luchas, al ser los hombres principalmente guerreros.
Los hombres guardan celosamente su virilidad viviendo para ello en cabañas separadas de las mujeres, teniendo relaciones sexuales de manera puntual, pues son de la opinión de que los debilitan, aunque son practicantes de la poligamia. Van ataviados exclusivamente con una calabaza"
También protegen sus territorios frente a los extraños.
Los campos aún se trabajan con instrumentos de piedra, son labrados por las mujeres que tratan los huertos y construyen las cabañas.
Las mujeres suelen tener un hijo cada 5 o 6 años, llegando a tener 2 en toda su vida.
Las mujeres dani se cortan un dedo cada vez que alguien de la familia muere como forma de demostrar que comparten su dolor.
Los dani conviven con momias. Cuando algún integrante de la tribu ha mostrado gran valor se le momifica como forma de honrarle pudiendo conservarse ejemplares de hasta 300 años de antigüedad.
Las vestimentas de las mujeres es más rica, sobre todo a la hora de los bailes y ceremonias rituales.
Solo practican al unísono una sola cosa, el arte de la guerra donde la mujer suele estar al lado del hombre.